# Chilopionea postcuneifera
Chilopionea postcuneifera là một loài bướm đêm trong họ Crambidae.